# Гетто в Погосте-Загородском
Гетто в Пого́сте-Загоро́дском (ноябрь 1941 — 15 августа 1942) — еврейское гетто, место принудительного переселения евреев деревни Погост-Загородский Пинского района Брестской области в процессе преследования и уничтожения евреев во время оккупации территории Белоруссии войсками нацистской Германии в период Второй мировой войны.

## Оккупация и создание гетто
Перед войной большинство населения Погост-Загородского составляли евреи. Войска вермахта заняли деревню в июле 1941 года. Эвакуироваться успело очень мало людей, потому что жителей Западной Белоруссии («западников») советские пограничники не пропускали.
Евреям приказали создать юденрат, председателем которого поставили Лазаря Луцкого.
В доме Дененберга, при советской власти приспособленном под школу, разместился полицейский участок. Начальником полиции поставили Шварца — обрусевшего немца из Пинска. Из местных жителей в полицаи записались Солоневич и двое его сыновей, братья Грушевские и другие. Старостой деревни был назначен Яков Самоховец, его заместителем — Сеня Вороновский. Сын старосты Леонид стал у немцев переводчиком в лагере в Ганцевичах (в 60 км от Погоста-Загородского).
Реализуя нацистскую программу уничтожения евреев, немцы создавали гетто почти во всех городах и населённых пунктах Беларуси, где проживало еврейское население. Так и в Погосте-Загородском в ноябре 1941 года оккупанты организовали гетто, огородив его забором с колючей проволокой.

## Условия в гетто
Немецкая пропаганда вела непрерывную оголтелую антиеврейскую агитацию. Полицаи и их родственники получили право безнаказанно забирать у евреев всё, что захочется. Евреи были обязаны выполнять любые назначенные принудительные работы. Их под страхом смерти заставили сдать драгоценности, зубные коронки из золота и зимнюю одежду.
Молодых девушек-евреек каждую ночь уводили в полицейский участок и насиловали. Мойше Пастернака, который подрался с сыном полицейского Володей Солоневичем, публично выпороли розгами на площади, а остальных евреев обязали прийти и смотреть на экзекуцию. Заболевшие тифом Пейсах Прошицкий (16 лет) и Мордехай Шифман (25 лет) по приказу немцев были сразу убиты.
Мужчин отправляли на принудительные работы (большей частью в Ганцевичи) с возраста 14 лет, кормили при этом один раз в сутки миской баланды и кусочком хлеба.

## Уничтожение гетто
Немцы очень серьёзно относились к возможности еврейского сопротивления, и поэтому в первую очередь убивали в гетто или ещё до его создания евреев-мужчин в возрасте от 15 до 50 лет — несмотря на экономическую нецелесообразность, так как это были самые трудоспособные узники. Поэтому ещё до создания гетто, в сентябре (8 августа, 10 августа) 1941 года, в Погост-Загородский приехали каратели и расстреляли на кладбище (в урочище Малая долина) 130 (около 150) мужчин-евреев, в том числе главу еврейской общины, раввина и резника. Остальных мужчин возраста старше 14 лет — около 350 человек — вывезли в ганцевичский лагерь, где уже находились евреи из местечка Ленин.
Утром 15 августа 1942 года всех евреев вывели из гетто, отвели к синагоге и заперли там. Через несколько часов, после обеда, обречённых людей отвели к лесопилке и убили возле дороги. Многие евреи были только ранены, далеко были слышны крики и стоны умирающих людей. Во время этого массового убийства немцы и коллаборационисты уничтожили всех ещё остававшихся в живых евреев Погоста-Загородского — 600 человек.
На второй день после «акции» (таким эвфемизмом гитлеровцы называли организованные ими массовые убийства) по чьему-то доносу нацисты схватили ещё 27 евреев, прятавшихся в погребе — большей частью это были подростки и дети. Их расстреляли в огороде Мишеревича Николая.
1200 человек — почти всё еврейское население местечка — к середине августа 1942 года были убиты.

## Случаи спасения
В августе 1942 года только три человека смогли спастись, выбравшись из-под тел убитых и скрывшись в лесу — 35-летняя Ривка Гольдман (Ёсилевская), четырёхлетнюю дочку которой убили прямо у неё на руках, Юдит Ципперштейн и Фейгель Луцкий. В 1960 году Ривка Гольдман в Израиле была свидетельницей на процессе Эйхмана.
20 евреев смогли сбежать из гетто и скрыться в лесу ещё до расстрела 15 августа 1942 года. Среди них была Енита Боброва с тремя детьми, — их и ещё четверых немцы смогли найти и убили. Оставшиеся в живых евреи из Погоста-Загородского и других полесских деревень стали объединяться, находить оружие, и к весне 1943 года организовали партизанский отряд имени Кагановича под командованием Давида Боброва (комиссар — Шалом Фельдман).
В числе этих партизан были узники Погост-загородского гетто, спасшиеся впоследствии из ганцевичского лагеря, — трое братьев Южуков (Борух, Ицхак (Михаил) и Рувен), и двоюродные братья Ошер Гольдман и Зеев Сенедерук. Братья Ицхак и Рувен Южуки после войны написали и издали свои воспоминания под названием «Даровано выжить. Годы и судьбы». Ицхак Южук написал и издал ещё одну книгу воспоминаний — «Урок памяти».

## Память
Опубликованы неполные списки жертв геноцида евреев в Погосте-Загородском.
В 1990 году Ицхак Южук, бывший узник гетто, приехал в Погост-Загородский и восстановил места захоронений евреев — жертв Катастрофы. Затем он получил разрешение у местных властей и за свои деньги в 1996 году поставил памятник на месте расстрела евреев в лесу у деревни Борки, а в 1998 году на месте расстрела гетто поставил ещё один памятник, к которому перенёс всё, что осталось от старого еврейского кладбища.
В деревне Богдановка (12 км от Погоста-Загородского) 2 августа 1941 года немцы убили 6 евреев-мужчин, а остальных евреев переместили в гетто в Погост-Загородский. Много лет спустя местный житель, белорус Николай Ильючик, написал и издал книгу своих воспоминаний в виде документальной повести «У памяти в долгу», а в 2006 году на месте убийства евреев в Богдановке на свои деньги поставил памятник по собственному эскизу.